# ناحیه هماتیت، میشیگان
ناحیه هماتیت (به انگلیسی: Hematite Township) یک منطقهٔ مسکونی در ایالات متحده آمریکا است که در شهرستان آیرون، میشیگان واقع شده‌است.
 ناحیه هماتیت ۴۰۳٫۴ کیلومتر مربع مساحت و ۳۵۲ نفر جمعیت دارد و ۴۵۷ متر بالاتر از سطح دریا واقع شده‌است.